# Axel Tórgarð
Axel Wenningstedt Tórgarð (født 31. marts 1923 i Tórshavn, død 24. marts 2011) var en færøsk præst, forfatter og oversætter. Han var Útvarp Føroyas første direktør, han startede i 1957 og var direktør indtil 1960, da han blev indsat som præst i Norðurstreymoy; Fra 1980'erne frem til sin død oversatte han flere bøger til færøsk fra bl.a. engelsk og græsk.

## Baggrund
Hans forældre var H.C.W. Tórgarð fra Tórshavn og Valborg f. Eide fra Nólsoy. Hans kone var Margreta Danielsen, datter af Søren Danielsen og Dagmar, født Joensen, fra Miðvágur. Han er far til Súsanna Tórgarð, Ria Tórgarð og Hans Tórgarð, som alle er skuespillere. Axel Tórgarð var den første der tog både preliminerbevis og gymnasiebevis i Tórshavn, han blev student i 1941, som var midt under 2. verdenskrig, da Færøerne var afskåret fra Danmark, da de to lande var besat af henholdsvis Storbritannien og Tyskland. Tórgarð blev derfor nødt til at vente til efter krigen med at få sig en uddannelse. I krigsårene arbejdede han som lærervikar i Gøta, Funningur og Tórshavn, og som assisten for Dánjal Bærentsen, som rejste rundt på Færøerne med gasmasker, men det meste af tiden arbejdede han som assistant contractor og military interpreter for det britiske militær. Efter krigen rejste han til København, hvor han studerede teologi. Han tog embedseksamen i teologi ved Københavns Universitet i 1954.

### Egne bøger
- 1987 - Morgunlestrar ("Morgunlestur" er en religiøs tekst, der læses op i den færøske nationalradio efter nyhederne kl. 7 om morgenen), eget forlag
- 1992 - Orðið er tær nær, Bókadeild KFUM's
- 1993 - Ein halgisøga, ein jólavísa og eitt ævintýr, Bókadeild KFUM's
- 1994 - Dagar og nøvn í álmanakkanum, Stiðin[3] ISBN 978-99918-42-46-2
- 1995 - Axel Tórgarð: Lívið spratt av kærleiks rót. Stiðin.[4] ISBN 99918-42-01-2

### Oversættelser
- 1988 - Lewis Caroll: Lisa í Leikalandi, Gøta, Estra[5]
- 1988 - Sofokles: Antigone, skuespil, oversat fra græsk, Futura
- 1989 - Euripides: Medeia, skuespil, oversat fra græsk, Stiðin
- 1990 - Apokrýfisku bøkurnar, oversat fra klassisk græsk og latin, Tórshavn, Stiðin, 49 sider[6]
- 1990 - J. R. R. Tolkien: Hobbin (The Hobbit), Stiðin
- 1991 - Johan Herman Wessel: Kerligheit men ongar hosur, Stiðin
- 1992 - Aischylos: Agamemnon, Stiðin 1992
- 1993 - J. R. R. Tolkien: Klávus bóndi á Bóli, (Farmer Giles of Ham), oversat fra engelsk, Stiðin
- 1994 - Lewis Carroll: Eftir Snarki (The Hunting of the Snark), oversat fra engelsk, Sprotin
- 1997 - Rudyard Kipling: Søgurnar um Mowgli, Skótalið KFUMs, Tórshavn, ill.: Hans Tórgarð,[7] ISBN 99918-932-0-2
- 1998 - William Shakespeare: Dreymur Jóansøkunátt (skuespil) oversat fra engelsk, Stiðin
- 1999 - William Shakespeare: Julius Caesar (skuespil: The tragedy of Julius Caesar ) oversat fra engelsk, Stiðin
- 1999 - Petter Dass: Norðlandslúðruin. Stiðin.[8] ISBN 99918-42-23-3
- 2000 - William Shakespeare: Keypmaðurin í Venesia (skuespil: The merchant of Venice ) oversat fra engelsk, Stiðin, ISBN 99918-42-28-4
- 2003 - J. R. R. Tolkien: Ringliðið (Ringanna Harri, 1), oversat fra engelsk, Stiðin
- 2004 - J. R. R. Tolkien: Tey bæði tornini (Ringanna Harri, 2) oversat fra engelsk, Stiðin
- 2004 - Stefan Zweig: Talvsøga (Schachnovelle, 1943), Stiðin, ISBN 99918-42-35-7
- 2005 - J. R. R. Tolkien: Kongurin kemur aftur (Ringanna Harri, 3) oversat fra engelsk, Stiðin
- 2013 - William Shakespeare: Trettandaaftan (skuespil), Stiðin, ISBN 978-99918-42-70-7

## Hæder
- 1989 - Mentanarvirðisløn M. A. Jacobsens for faglitteratur.[9]
- 1994 - Hæderspris fra fonden Kristjan á Brekkumørk (Christian Matras). [10]
- 2002 - Heiðursgáva Landsins[11]